# Liste der denkmalgeschützten Objekte in Lichtenwörth
Die Liste der denkmalgeschützten Objekte in Lichtenwörth enthält die 14 denkmalgeschützten unbeweglichen Objekte der Gemeinde Lichtenwörth im niederösterreichischen Bezirk Wiener Neustadt-Land.

## Denkmäler
| Foto |                 | Denkmal                                                                            | Standort                                                   | Beschreibung | Metadaten |
| ---- | --------------- | ---------------------------------------------------------------------------------- | ---------------------------------------------------------- | --- | --- |
| ja   | Datei hochladen | Bildstock HERIS-ID: 30337 Objekt-ID: 27080                                         | bei August Novak-Straße 2 Standort KG: Lichtenwörth        | | BDA-Hist.: Q37932962 Status: § 2a Stand der BDA-Liste: 2025-06-30 Name: Bildstock GstNr.: 1521/7 Bildstock Novak-Straße (Lichtenwörth) |
| ja   | Datei hochladen | Figurenbildstock Madonna HERIS-ID: 30335 Objekt-ID: 27078                          | an Hauptstraße 16 Standort KG: Lichtenwörth                | Verwitterte eingemauerte Statue Madonna um 1800 | BDA-Hist.: Q37932909 Status: Bescheid Stand der BDA-Liste: 2025-06-30 Name: Figurenbildstock Madonna GstNr.: 139 Figurenbildstock Madonna (Lichtenwörth) |
| ja   | Datei hochladen | Römische Villa Heuthal/villa rustica Heuthal HERIS-ID: 30387 Objekt-ID: 27131      | Einschicht 149, bei Standort KG: Lichtenwörth              | | BDA-Hist.: Q37933180 Status: Bescheid Stand der BDA-Liste: 2025-06-30 Name: Römische Villa Heuthal/villa rustica Heuthal GstNr.: 3696/1, 3815, 3816/1, 3816/2, 3816/4, 3816/5, 3816/6, 3819/1, 4005/1, 4005/2, 4005/3 Römische Villa Heuthale (Lichtenwörth) |
| ja   | Datei hochladen | Figurenbildstock hl. Johannes Nepomuk HERIS-ID: 14325 Objekt-ID: 10559             | Michael Hofer-Straße 133 Standort KG: Lichtenwörth         | | BDA-Hist.: Q37750462 Status: Bescheid Stand der BDA-Liste: 2025-06-30 Name: Figurenbildstock hl. Johannes Nepomuk GstNr.: 3387/3 Hl Nepomuk (Lichtenwörth) |
| ja   | Datei hochladen | Anlage Arbeitersiedlung Nadelburg HERIS-ID: 111012 Objekt-ID: 128776               | Nadelburg Standort KG: Lichtenwörth                        | Älteste bekannte und noch bestehende planmäßig angelegte ehemalige Arbeitersiedlung Europas, 1747–56 unter Kaiserin Maria Theresia errichtet und durch eine Umfassungsmauer mit drei Toren (heute nur mehr zwei) gesichert, ursprünglich bestehend aus Fabrik- und Verwaltungsgebäuden, Arbeiterwohnhäusern, der Filialkirche hl. Theresia und ein weiteres Arbeiterhaus („Langer Gang“) aus dem 19. Jahrhundert. | BDA-Hist.: Q43792791 Status: Bescheid Stand der BDA-Liste: 2025-06-30 Name: Anlage Arbeitersiedlung Nadelburg GstNr.: 78/2, 264/2, 71/2, 71/3, 282, 57/2, 59/4, 79/4, 60/2, 59/1, 59/3, 67/4, 67/3, 64/1, 71/1, 71/4, 56, 59/2, 64/2, 64/4, 58, 60/1, 68/1, 68/2, 70/1, 70/2, 57/3, 265/2, 264/3, 264/1, 79/7, 76, 57/1, 67/2, 73/1, 74/3, 67/1, 66, 67/6, 72, 64/3, 67/5, 71/5, 265/1 Nadelburg (Lichtenwörth) |
| ja   | Datei hochladen | Adlertor der Arbeitersiedlung Nadelburg HERIS-ID: 30901 Objekt-ID: 27758           | Nadelburg – Adlertorgasse Standort KG: Lichtenwörth        | Das Adlertor ist als einziges der drei Tore der Gründungsphase der Nadelburg erhalten. Das Rundbogenportal hat einen volutengerahmten Giebel und ist von einem monumentalen Doppeladler bekrönt. Wie bereits 1996/1997 wurde das Tor 2015 vom Schulbauhof der HTL Wiener Neustadt renoviert. | BDA-Hist.: Q37938723 Status: § 2a Stand der BDA-Liste: 2025-06-30 Name: Adlertor der Arbeitersiedlung Nadelburg GstNr.: 3423 Adlertor (Lichtenwörth) |
| ja   | Datei hochladen | Eisernes Tor / Fabrikstor der Arbeitersiedlung Nadelburg HERIS-ID: 249556seit 2024 | Nadelburg – Fabriksgasse Standort KG: Lichtenwörth         | Das Tor zur ehemaligen Fabrik hin ist eines der beiden erhaltenen Tore der Nadelburg | BDA-Hist.: Q126122336 Status: Bescheid Stand der BDA-Liste: 2025-06-30 Name: Eisernes Tor/ Fabrikstor der Arbeitersiedlung Nadelburg GstNr.: 3423 |
| ja   | Datei hochladen | Kath. Filialkirche hl. Theresia HERIS-ID: 30338 Objekt-ID: 27081                   | Nadelburg – bei Fabriksgasse 17 Standort KG: Lichtenwörth  | Die Filialkirche ist ein überkuppelter Zentralbau über ovalem Grundriss mit zwei angestellten Türmen. Sie wurde 1756–59 nach Plänen von Nikolaus Pacassi erbaut. | BDA-Hist.: Q37932988 Status: Bescheid Stand der BDA-Liste: 2025-06-30 Name: Kath. Filialkirche hl. Theresia GstNr.: 65 Filialkirche Hl Theresia (Lichtenwörth) |
| ja   | Datei hochladen | Gasthaus HERIS-ID: 30345 Objekt-ID: 27089                                          | Nadelburg – Kindergartenstraße 1 Standort KG: Lichtenwörth | Geschützt ist das Saalgebäude zur Kindergartenstraße, die Reste des Gasthauses wurden 1991 abgerissen und aus dem Schutz entlassen. | BDA-Hist.: Q37933021 Status: § 57-Mandatsbescheid Stand der BDA-Liste: 2025-06-30 Name: Gasthaus GstNr.: 61/1 |
| ja   | Datei hochladen | Gräberfeld Untere Haidäcker HERIS-ID: 30386 Objekt-ID: 27130                       | Untere Haidäcker Standort KG: Lichtenwörth                 | Anmerkung: | BDA-Hist.: Q37933160 Status: Bescheid Stand der BDA-Liste: 2025-06-30 Name: Gräberfeld Untere Haidäcker GstNr.: 3927, 3925, 3926 |
| ja   | Datei hochladen | Bildstock Josefskreuz HERIS-ID: 111187 Objekt-ID: 128975                           | bei Wiener Neustädter Straße 30a Standort KG: Lichtenwörth | | BDA-Hist.: Q37822507 Status: Bescheid Stand der BDA-Liste: 2025-06-30 Name: Bildstock Josefskreuz GstNr.: 4359/3 Bildstock Josefskreuz (Lichtenwörth) |
| ja   | Datei hochladen | Kath. Pfarrkirche hl. Jakobus maior HERIS-ID: 30334 Objekt-ID: 27077               | Hauptstraße 2 Standort KG: Lichtenwörth                    | Der hohe basilikale Kirchenbau mit einem Querhaus und einem eingezogenen Chorpolygon hat einen westlichen eingestellten schlanken Fassadenturm. | BDA-Hist.: Q22693475 Status: § 2a Stand der BDA-Liste: 2025-06-30 Name: Kath. Pfarrkirche hl. Jakobus maior GstNr.: 170 Pfarrkirche Lichtenwörth |
| ja   | Datei hochladen | Bildstock HERIS-ID: 30336 Objekt-ID: 27079                                         | Rondellgasse Standort KG: Lichtenwörth                     | Der Tabernakelbildstock ist am Schaft mit 1450 bezeichnet. | BDA-Hist.: Q37932928 Status: § 2a Stand der BDA-Liste: 2025-06-30 Name: Bildstock GstNr.: 3416/2 Bildstock Rondellgasse (Lichtenwörth) |
| ja   | Datei hochladen | Wiener Neustädter Kanal HERIS-ID: 100948 Objekt-ID: 117230                         | Standort KG: Lichtenwörth                                  | Der Wiener Neustädter Kanal wurde 1803 in Betrieb genommen und bis auf 63 km erweitert. Ursprünglich war er bis Triest geplant. Teile der Trasse wurden später zu Bahnstrecken umgewandelt, so dass der Warenverkehr ab 1879 stark zurückging. | BDA-Hist.: Q64485513 Status: Bescheid Stand der BDA-Liste: 2025-06-30 Name: Wiener Neustädter Kanal GstNr.: 3385/13 |